# 231e régiment d'infanterie
Pour les articles homonymes, voir 231e régiment.
Le 231e régiment d'infanterie (231e RI) est un régiment d'infanterie de l'Armée de terre française constitué en 1914 avec les bataillons de réserve du 31e régiment d'infanterie.
À la mobilisation, chaque régiment d'active créé un régiment de réserve dont le numéro est le sien plus 200.

## Création et différentes dénominations
- Août 1914 : 231e régiment d'infanterie
- Mai 1916 : Dissolution
- 1956 : 231e bataillon d'infanterie
- 1958 : dissolution

## Chefs de corps
- 2 août - décembre 1914 : colonel Renard[1],[2]
- 30 décembre 1914 - mars 1915 : lieutenant-colonel Schneider[2]
- 30 mars 1915 - : lieutenant-colonel Béchard[3]

## Historique des garnisons, combats et batailles du231eRI

### Première Guerre mondiale

#### Affectation
Le régiment est mobilisé à Melun en 5e région militaire. Il est rattaché à la 110e brigade de la 55e division d'infanterie, rattachée au 3e groupe de divisions de réserve.

#### 1914

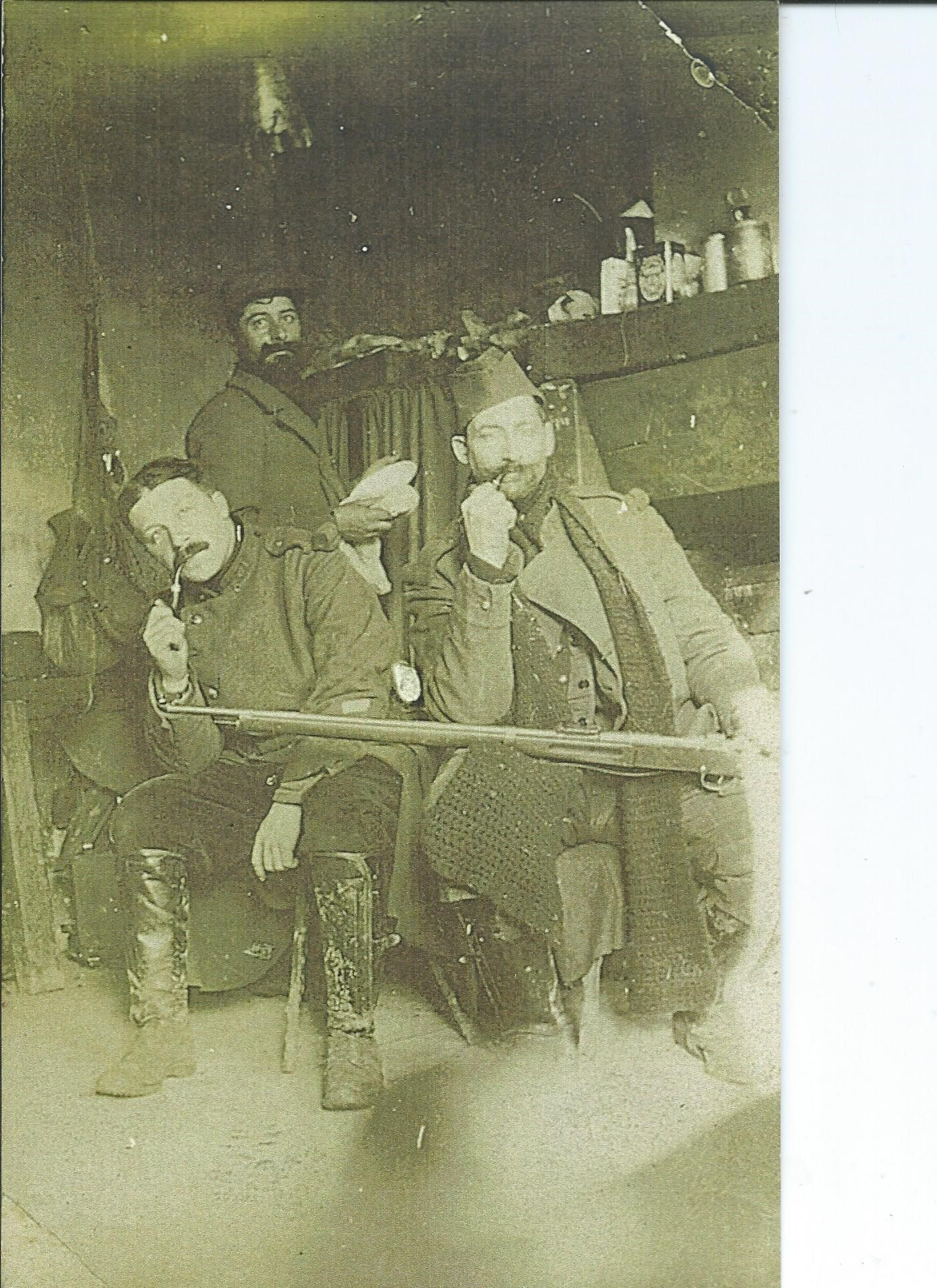
Deux soldats du, Henri Barbusse et le sergent Médard, vers décembre 1914.

Apremont...Saint Aignan...Oise...Bataille de La Marne...Secteur de Soissons...

#### 1915
Secteur de Soissons (janvier à février)....bataille de Crouy (cote 132 Crouy)...Serches...Artois...Mont-Saint-Eloi...Ablain-Saint-Nazaire.

#### 1916
Champagne...Pontavert, sud de Craonne, Mont Hermel, moulin de Pontoy.
Le régiment est dissout le 29 mai 1916, après avoir réparti la veille ses éléments entre les 246e et 276e RI de la 55e division.

### De 1945 à nos jours
Le 231e bataillon d'infanterie est reformé pour les opérations en Algérie (1956-1958).

## Drapeau

Dessin du revers du drapeau du.

Les noms des batailles s'inscrivent en lettres d'or sur le drapeau:
- l'Ourcq 1914
- Artois 1915

## Personnalités ayant servi au231eRI

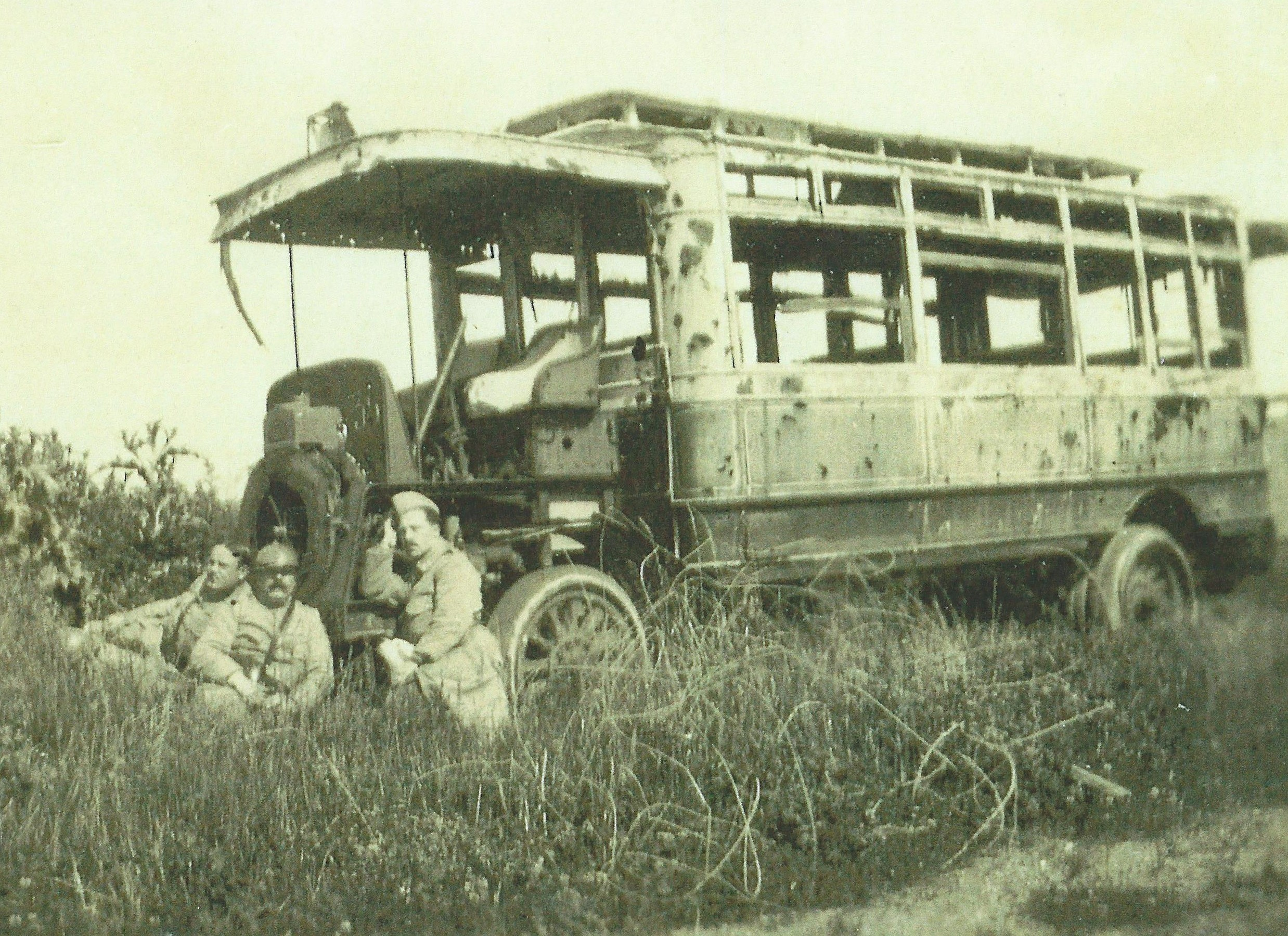
Barbusse, Paradis et Médard (de gauche à droite) devant un autobus de la CGO détruit (1915 ou 1916).

- L'écrivain Henri Barbusse, engagé volontaire à 41 ans, y servit de décembre 1914 à 1916 en première ligne (lors des batailles d'Argonne, d'Artois, du Soissonnais) durant 22 mois[6]. Versé dans les brancardiers de la compagnie où il obtiendra deux citations à l'ordre de la brigade (8 juin 1915 : «… Henri Barbusse… se sont offert spontanément pour aller sous la fusillade ramener des blessés dont on entendait les plaintes au-devant des lignes. ont réussi à ramener trois blessés jusqu'au poste de secours. ») et à l'ordre de l'armée (17 octobre 1915 « d'une valeur morale supérieure, s'est engagé volontairement pour la durée de la guerre, a refusé d'être versé dans la territoriale malgré son âge et son état de santé. s'est toujours offert spontanément pour toutes les missions dangereuses et notamment pour aider à installer, sous un feu violent, un poste de secours avancé dans les lignes qui venaient d'être conquises à l'ennemi. »)[6].
- Marcel Blanchard (1890-1915), poète tué lors de la bataille de l'Artois le 19 juin 1915. Son nom est inscrit au Panthéon dans la liste des 560 écrivains morts pour la France.

## Sources et bibliographie
- Archives militaires du Château de Vincennes.
- Historique du 231e régiment d'infanterie, Henri Charles-Lavauzelle, 1920, 42 p. (lire en ligne).
- Serge Andolenko, Recueil d'historiques de l'infanterie française, Paris, Eurimprim, 1969, 413 p. (OCLC 23418405).
- Michelle et Lydie Marais, Émile Médard en 14/18 ami et frère d'armes de Henri Barbusse au 231ème d'Infanterie, Sentiers du Livre, novembre 2018.